# Piotr Kasperski
Piotr Kasperski (Poznań, 7 maart 1972) was een Pools profvoetballer die meestal voor Poolse clubs en in de seizoenen 1995/96 en 1996/97 voor Roda JC heeft gespeeld.

## Wedstrijden en goals voor Roda JC
| Seizoen | Wedstrijden | Goals |
| ------- | ----------- | ----- |
| 1995/96 | 14          | 1     |
| 1996/97 | 2           | 0     |